# Малая Кедровая (приток Кедровой)
Малая Кедровая — река в России, протекает по Нижневартовскому району Ханты-Мансийского АО. Устье реки находится в 3 км от устья Кедровой по левому берегу. Длина реки составляет 12 км.

## Данные водного реестра
По данным государственного водного реестра России относится к Верхнеобскому бассейновому округу, водохозяйственный участок реки — Обь от впадения реки Васюган до впадения реки Вах, речной подбассейн реки — Васюган. Речной бассейн реки — (Верхняя) Обь до впадения Иртыша.

## Топографическая карта
- Лист карты P-43-XXXV,XXXVI Александровское. Масштаб: 1 : 200 000. Состояние местности на 1984 год. Издание 1995 г.